# Estación Pigüé
Pigüé es una estación ferroviaria ubicada en la ciudad del mismo nombre, en el partido de Saavedra, Provincia de Buenos Aires, Argentina.

## Servicios
Hacia el norte se desprende una vía sin tráfico de pasajeros, hacia las estaciones Espartillar, Huanguelén y Recalde.
Sus vías están concesionadas a la empresa de cargas FerroExpreso Pampeano S.A..

## Ubicación
Se encuentra ubicada a 538 km al suroeste de la estación Constitución.